# Culinária da Síria

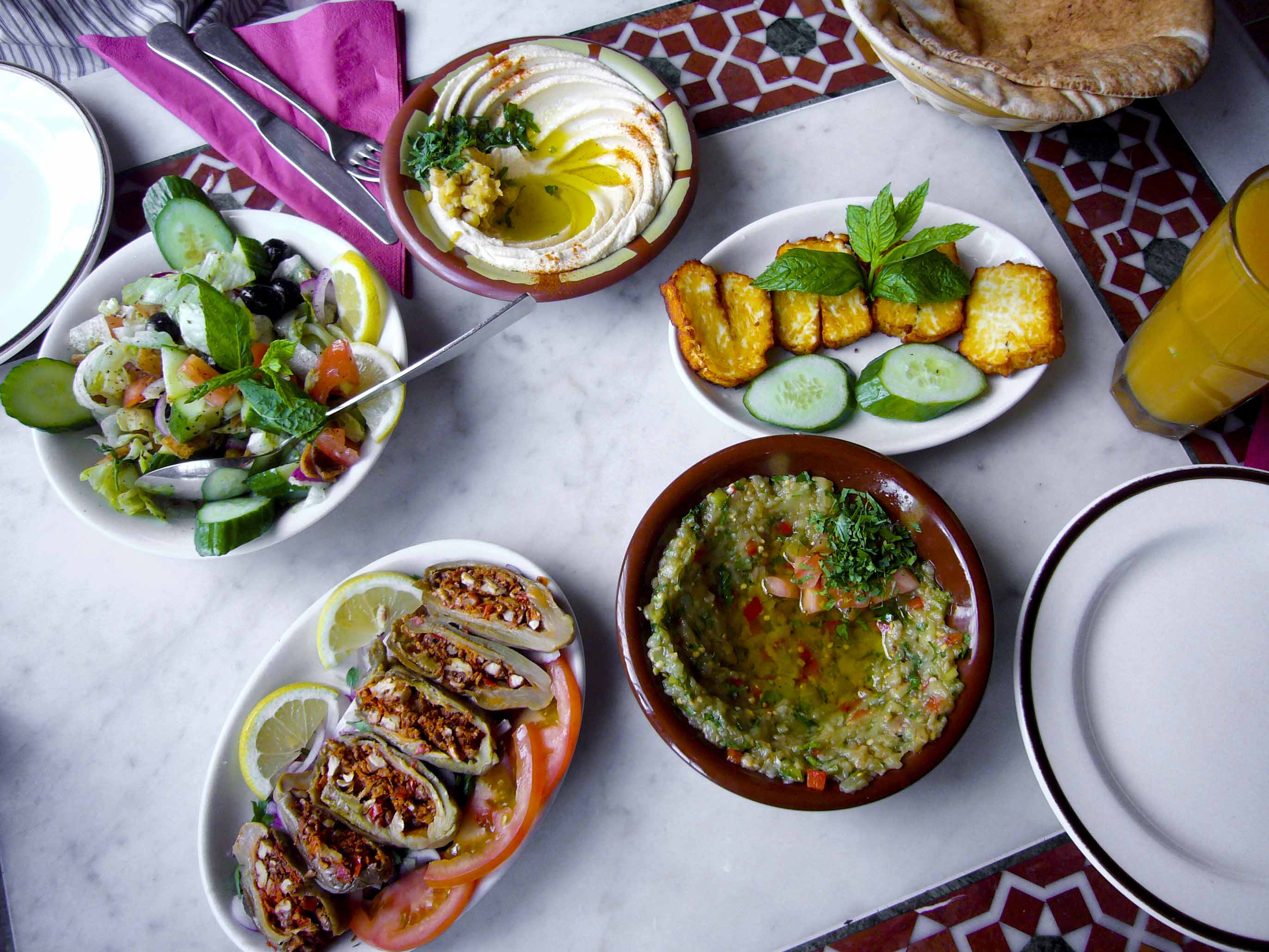
Refeição tradicional da culinária síria dividida em vários pratos, no sentido horário: Makdous, salada síria, homus, halloumi, baba ganoush e pita.

A culinária da Síria é o conjunto de pratos, produtos alimentícios e técnicas culinárias da Síria. É grandemente influenciada pela culinária do Oriente Médio, especialmente pelas influências das ocupações no território pelos países próximos e reinos estabelecidos na Armênia, Egito, Grécia, Israel, Irã, Iraque, Jordânia, Palestina, Turcomenistão e Turquia em diferentes épocas. Devido a este fato, não há consenso sobre a data exata da criação de uma culinária tipicamente síria. Os ingredientes mais usados em pratos e alimentos regionais são o pão Pita, grãos diversos, azeite, damasco, folhas de parra, limão, mel, menta, pepino, pistache, tomate, entre outros ingredientes.
As grandes ondas de imigração árabe-síria no século XXI na América, Ásia Meridional, África Ocidental, Caribe e Europa, devido à eventos recentes como a Guerra Civil Síria, desdobramento da Primavera Árabe e outros eventos anteriores, influenciaram a culinária de vários países, notoriamente a culinária do Brasil, a culinária da Suécia e as culinárias de Portugal e Espanha, por meio da Gastronomia do al-Andalus.